# Lamna nasus
Cá nhám thu (danh pháp hai phần: Lamna nasus) là một loài cá nhám thu trong họ Lamnidae, phân phối rộng rãi trong nước biển lạnh và ôn đới của Bắc Đại Tây Dương và Nam bán cầu. Bắc Thái Bình Dương, tương đương với sinh thái của nó là loài cá nhám hồi (L. ditropis) có mối quan hệ liên quan chặt chẽ. Loài cá này thường đạt chiều dài 2,5 m và trọng lượng 135 kg, giống ở Bắc Đại Tây Dương phát triển lớn hơn so với giống ở Nam bán cầu và khác nhau về màu sắc và các khía cạnh của lịch sử đời sống. Màu xám trắng ở trên và dưới, đoạn giữa rất mập mạp thuôn nhọn về phía mõm dài và nhọn, và chân đuôi hẹp. Nó có vây lưng lớn ngực và lần đầu tiên, xương chậu, lưng 2 nhỏ, và vây hậu môn và vây đuôi hình lưỡi liềm.
Loài cá này là một thợ săn cơ hội mà con mồi chủ yếu là cá xương và động vật chân đầu suốt cột nước, bao gồm cả phía dưới. Loài này được tìm thấy phổ biến nhất hai bên bờ giàu thực phẩm của thềm lục địa bên ngoài, khiến nó thỉnh thoảng hiện diện gần bờ hoặc các đại dương mở tại độ sâu 1.360 m. Nó cũng thực hiện di cư theo mùa, thường thay đổi giữa các tầng nước nông và sâu hơn. Loài cá này có tốc độ bơi nhanh và hoạt động rất mạnh, với sự thích nghi sinh lý cho phép nó để duy trì nhiệt độ cơ thể cao hơn so với vùng nước xung quanh.
Chỉ có một vài trường hợp loài cá này tấn công con người nhưng chứng cứ không chắc chắn. Nó cũng được coi là một con cá trò chơi câu cá giải trí. Thịt và vây của loài cá này được đánh giá cao, đã dẫn đến việc đánh bắt của con người đối với loài này trong một thời gian dài trong lịch sử. Tuy nhiên, người ta không thể duy trì việc đánh bắt số lượng lớn do khả năng sinh sản thấp. Tàu đánh bắt thương mại trực tiếp đối với loài này chủ yếu là tàu câu giăng Na Uy, dẫn đến sụt giảm số lượng trong khu vực Bắc - Đông Bắc Đại Tây Dương trong thập niên 1950, và phía Tây Bắc Đại Tây Dương trong thập niên 1960. Lamna nasus tiếp tục bịc đánh bắt trong suốt phạm vi phân bố của nó, do chủ ý hanh tình cờt, với các mức độ khác nhau theo dõi, quản lý. Liên minh Quốc tế Bảo tồn Thiên nhiên (IUCN) đã đánh giá loài Lamna nasus trên toàn thế giới nằm trong nhóm loài dễ bị tổn thương, và là một trong hai nguy cấp hoặc Cực kỳ nguy cấp trong các khu vực khác nhau trong phạm vi phía bắc.